# Pakistan ai Giochi della XIV Olimpiade
Il Pakistan partecipò ai Giochi della XIV Olimpiade, svoltisi a Londra, dal 20 luglio al 14 agosto 1948,  
con una delegazione di 8 atleti impegnati in 3 discipline,
senza aggiudicarsi medaglie.

## Risultati

### Ciclismo
| Atleta    | Evento         | Tempo    | Pos      |
| --------- | -------------- | -------- | -------- |
| Wazir Ali | Corsa in linea | Ritirato | Ritirato |